# Marasmiaceae
Marasmiaceae är en familj av svampar inom ordningen skivlingar som har vita sporer. Arterna har oftast kraftiga stjälkar och en förmåga att uttorka sig under en torr period och senare återhämta sig.
Den populära Shiitakesvampen (Lentinula edodes), den näst mest odlade svampen i världen, tillhör denna familj, liksom en av de vanligaste skadegörarna på granskog, nämligen honungsskivling (Armillaria mellea).
Svamparnas storlek varierar mycket inom familjen, från den lilla svamparten Marasmius androsaceus till medelstora arter som honungsskivling. Typsläkte för familjen är broskingar, även kallade broskskivlingar (Marasmius).

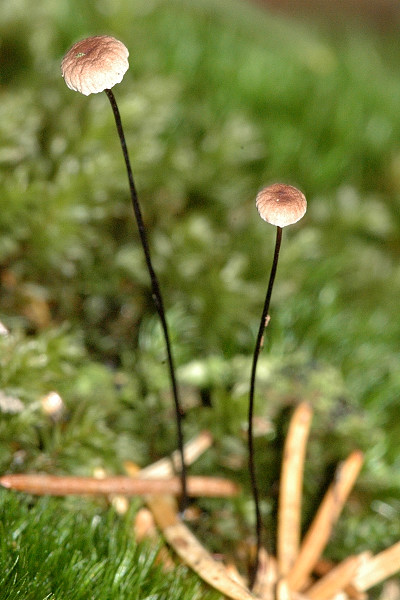
Den lilla svamparten Marasmius androsaceus.
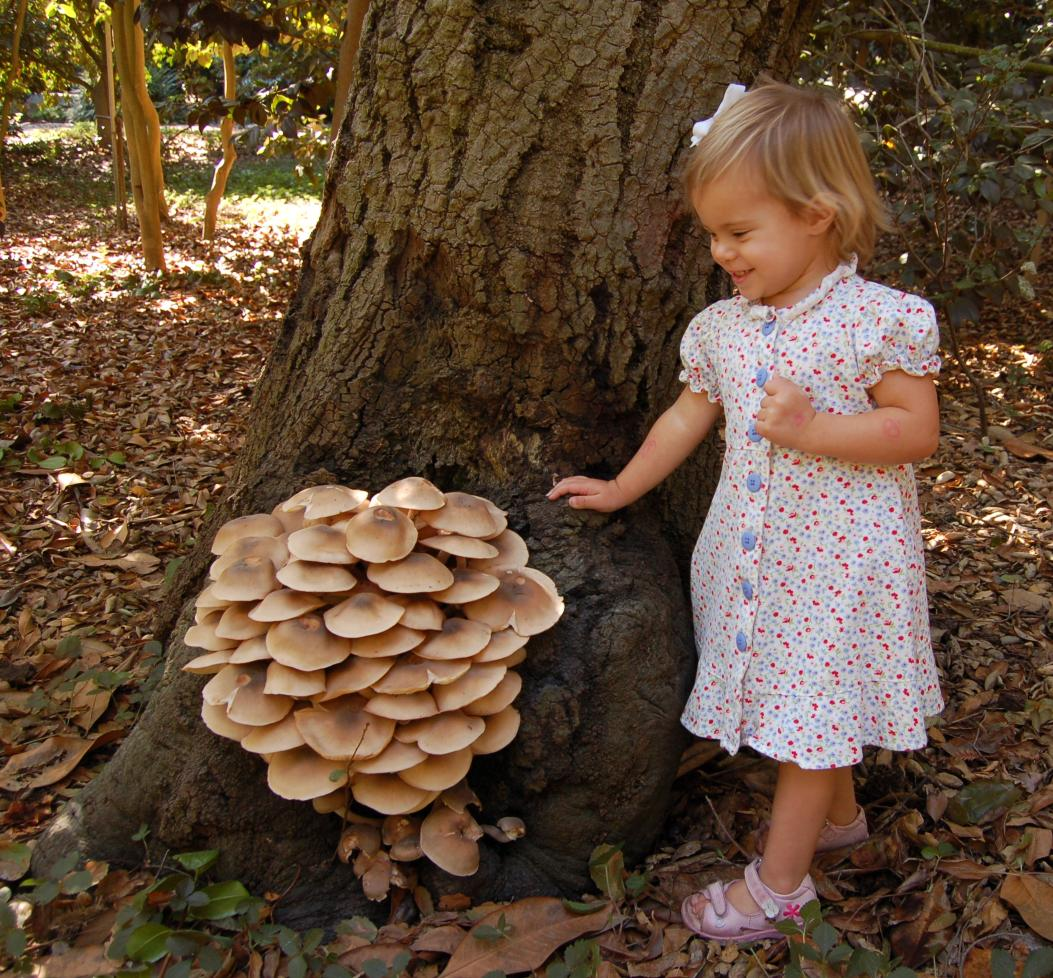
Honungsskivling, en av de större arterna i familjen.

| - Amyloflagellula - Anastrophella - Anthracophyllum - Aphyllotus - Baeospora - Calathella - Calyptella - Campanella - Cephaloscypha - Chaetocalathus - Clitocybula - Crinipellis - Cymatella - Cymatellopsis - Dactylosporina - Deigloria - Discocyphella - Eoagaricus - Epicnaphus - Fissolimbus | - Flagelloscypha - Flammulina - Galeromycena - Gerronema - Glabrocyphella - Gymnopus - Henningsomyces - Hispidocalyptella - Hydropus - Hymenogloea - Lecanocybe - Lentinula - Macrocystidia - Manuripia - Marasmiellus - Marasmius - Megacollybia - Metulocyphella - Micromphale - Moniliophthora | - Mycetinis - Neocampanella - Neonothopanus - Nochascypha - Nothopanus - Omphalotus - Oudemansiella - Phaeodepas - Phaeolimacium - Pleurocybella - Pseudotyphula - Rectipilus - Rhodocollybia - Skepperiella - Stipitocyphella - Stromatocyphella - Tetrapyrgos - Trogia |